# Чо Гук
Чо Гук (кор. 조국; род. 6 апреля 1965, Пусан) — южнокорейский юрист и политик, основатель и бывший председатель «Корейской инновационной партии». Ранее был членом Национального собрания, занимал пост старшего секретаря президента по гражданским вопросам с 2017 по 2019 год в администрации Мун Чжэ Ина. 9 сентября 2019 года президент Мун Чжэ Ин назначил Чо министром юстиции, заменив действующего министра Пак Сан Ги. Однако уже 14 октября подал в отставку с должности министра юстиции.
В 2019 году Чо Гук был вовлечён в ряд скандалов, включая обвинения в коррупции, связанной с деловой деятельностью его семьи. В связи с этим, 14 октября Чо Гук объявил о своей отставке с поста министра юстиции. В 2023 году он был признан виновным в подделке документов для поступления его детей в колледж и приговорён к двум годам тюремного заключения, а уже в 2024 году основал «Корейскую инновационную партию» для участия в парламентских выборах в этом же году. 12 декабре 2024 года Верховный суд Кореи подтвердил решение нижестоящих судов, фактически лишив Чо Гука права занимать место в Национальном собрании. 11 августа 2025 года президент Ли Чжэ Мён помиловал Чо Гука, что также восстановило его право снова баллотироваться на выборах. 

## Биография

### Ранние годы
Чо Гук родился в Западном округе Пусана в 1965 году и был старшим сыном бывшего директора Института Унгдон Чо Бён Хёна (умер в 2013 году) и его жены, нынешнего директора института Пак Чон Сук. Он учился в начальной школе Гудок в Пусане, затем переехал в Сеул и учился в средней школе Даесин. Вернувшись вновь в Пусан, он закончил обучение в средней школе Хёкван.
Чо получил степени бакалавра и магистра юридических наук в Сеульском национальном университете и степень доктора юридических наук (JSD) в Калифорнийском университете в Беркли, США. Он также был приглашённым научным сотрудником в Оксфордском университете и Университете Лидса в Соединённом Королевстве.
Чо Гук также преподавал право в Университете Ульсана с 1992 по 1994 год и с 1999 по 2000 год, затем в Университете Донгук с 2000 по 2001 год и позже в Сеульском национальном университете с 2001 по 2004 год. Во время учёбы в Сеульском национальном университете он прошёл путь от преподавателя до старшего преподавателя (2004–2009), а затем до профессора в 2009 году.

### Политическая карьера

#### Активист
Интерес к политике Чо проявил в конце 1980-х годов, во время учёбы в университете. В это время он уже был членом «Южнокорейского социалистического рабочего союза». Чо Гук был задержан за свою деятельность в нарушение Закона о национальной безопасности и объявлен Amnesty International узником совести. Позже он раскритиковал Закон о национальной безопасности как «варварский» в своей книге «За свободу совести и идеологии».
С 2000-х годов Чо Гук участвовал в различной деятельности, связанной с правами человека и демократией. Он был членом «Народной солидарности за демократию участия», Комитета по определению наказания в Верховном суде, Национальной комиссии по правам человека, и других организаций.
Он никогда не занимал выборных должностей, хотя «Демократическая партия» и её преемница «Объединённая демократическая партия» предлагали ему баллотироваться на пост члена Национального собрания во 2-м избирательном округе Бунданг. Были также ожидания, что Чо будет баллотироваться на пост суперинтенданта образования в Сеуле во время местных выборов в 2014 году, но он отказался. В 2018 году он не баллотировался на пост мэра Пусана, несмотря на ожидания общественности.

#### Старший секретарь президента по гражданским вопросам

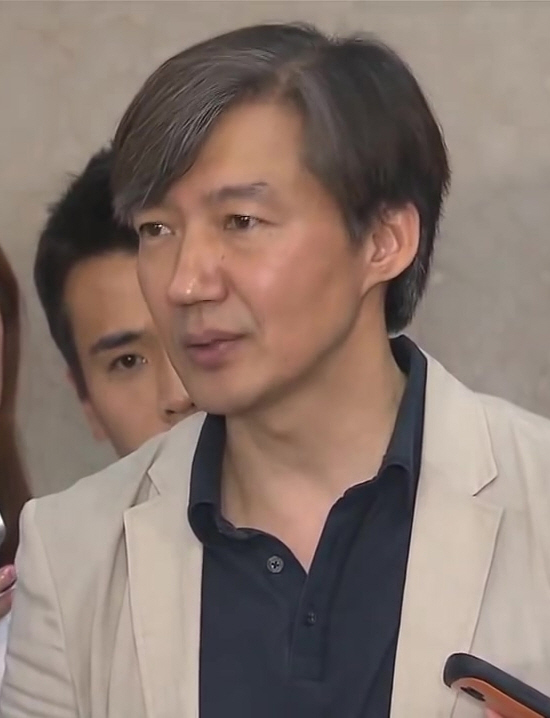
Чо Гук в 2015 году

11 мая 2017 года, на следующий день после того, как Мун Чжэ Ин официально вступил в должность президента страны, Чо Гук был назначен старшим секретарём президента по гражданским вопросам. Он был одним из нескольких лиц, не являющихся прокурорами, назначенных на эту должность. Он пообещал провести чёткое расследование политического скандала 2016 года. Помимо «Нового политического альянса за демократию», это приветствовалось «Народной партией», но подвергалось критике со стороны партии «Свободная Корея».
31 декабря 2018 года Чо присутствовал на заседании Руководящего комитета Национального собрания. Это «неожиданное» присутствие стало проблемой, поскольку бывшие старшие секретари не делали этого. Источник сообщал, что это негативно отразилось на рейтингах президента Муна.
26 июля 2019 года Чо Гук ушел в отставку, а в должности его заменил Ким Джо Вон.

#### Министр юстиции
9 августа 2019 года президент Мун выдвинул Чо на должность министра юстиции вместо Пак Сан Ги. Он процитировал генерала Ли Сун Сина и пообещал политическую реформу. 9 сентября Чо был официально назначен министром юстиции. Однако уже 14 октября, всего через 35 дней после вступления в должность, Чо Гук подал в отставку из-за расследования прокуратурой различных обвинений в адрес его семьи.

#### Председатель партии
3 марта 2024 года Чо Гук основал «Корейскую инновационную партию» для участия в парламентских выборах, на которых она заняла третье место.

## Политические взгляды
Чо Гука считают либералом, хотя некоторые правые группы называли его «левым». Относительно отмены смертной казни он говорил: «Я понимаю национальные настроения, но её следует заменить пожизненным заключением». Он также отметил, что люди не должны спорить с преступностью абортов.
По вопросам, связанным с Корейской конфедерацией профсоюзов (KCTU), Чо говорил, что правительство не может удовлетворить все их требования.

## Уголовное преследование

### Обвинения в незаконной предпринимательской деятельности
В 2017 году выяснилось, что Чо Гук и его семья инвестировали в общей сложности около 1,4 млрд. вон, а также заключили контракт на инвестирование ещё около 7 млрд. вон в частный инвестиционный фонд CO-LINK. CO-LINK инвестировал в корейскую компанию, которая заключила контракт на многомиллиардный проект по созданию компьютерной сети в Республике Корее.
27 августа 2019 года прокуратура провела обыск на подозрительных объектах. 29 августа бывшей жене младшего брата Чо Гука, Чо Ын Хян, которая указана как владелец или генеральный директор многих семейных предприятий и объектов недвижимости Чо Гука, было отказано в посадке на международный рейс из международного аэропорта Кимхэ. Несмотря на два полных дня новостных сообщений, она утверждала, что не знала о запрете на полеты, наложенном на неё. Кроме того, трое других деловых партнеров семьи Чо Гука, включая его родственника, покинули страну до того, как запрет был официально наложен на них.
Ким Гён Юль и его команда бухгалтеров и экономических аналитиков  «Народной солидарности за партисипативную демократию» пришли к выводу, что это преступление с участием политической власти.
31 октября 2019 года младший брат Чо Гука, Чо Квон, был арестован по обвинению в хищении и взяточничестве. Позднее эти обвинения были сняты.

### Фальсификация академических достижений Чо Мин
Его предстоящее назначение на пост министра юстиции вызвало скандалы, в основном связанные с фальсификацией академических достижений дочери Чо Мин.
Чо Мин и её родители Чо Гук и Чон Кён Сим были обвинены в фальсификации академических достижений для поступления Чо Мин в престижные университеты и медицинскую школу. Фальсифицированные академические достижения включали в себя её исследование в области генетики и патологии, которое с тех пор было отозвано из-за нарушения этических принципов. Старшая ассоциация медицинских экспертов Республики Корея осудила статью как один из самых серьёзных случаев академического проступка в истории страны и сравнила её со скандалом Хван У Сока.
31 декабря 2019 года Чо Гук был обвинён по 12 пунктам в связи с его ролью в поступлении его детей в колледж, включая взяточничество и коррупцию, но не был задержан. В январе 2020 года Чо был отстранён от должности преподавателя в Сеульском университете. В феврале 2023 года Чо был приговорён к двум годам тюремного заключения за предоставление ложных документов, подтверждающих, что его сын прошёл стажировку, и подделку академических документов его дочери. В июне 2023 года Сеульский университет исключил его со своего юридического факультета.
В 2023 году он был признан виновным в подделке документов для поступления его детей в колледж и приговорён к двум годам тюремного заключения. 12 декабре 2024 года Верховный суд Кореи подтвердил решение нижестоящих судов, фактически лишив Чо Гука права занимать место в Национальном собрании. В результате Чо Гук приговорён к двухлетнему лишении свободы и конфискации 6 миллионов вон. Он был обязан добровольно явиться в прокуратуру до 13 декабря для приведения приговора в исполнение. Из-за этого он не смог участвовать 14 декабря в повторном голосовании за импичмента президента страны Юн Сок Ёля.

### Арест жены
10 сентября 2019 года, вскоре после слушаний по выдвижению кандидатуры Чо Гука в министры юстиции, его жене Чон Кён Сим было официально предъявлено прокуратурой обвинение в подделке документа. На вопрос о том, что произойдёт, если его жене будут предъявлены обвинения, Чо ответил, что она должна быть привлечена к ответственности по всей строгости закона. Он недобавил, что отзовёт свою кандидатуру или уйдёт в отставку с поста.
24 октября Чон Кён Сим была обвинена по 15 пунктам, включая воспрепятствование бизнесу, инсайдерскую торговлю, хищение и сокрытие доказательств. 23 декабря 2020 года она была признана виновной по 11 пунктам и приговорена к четырём годам тюремного заключения и штрафу в размере 638 миллионов вон. В дальнейшем обвинения в хищении были сняты. Приговор был оставлен в силе Верховным судом 27 января 2022 года.

### Помилование
11 августа 2025 года Чо Гук и Чон Кён Сим были помилованы президентом Ли Чжэ Мёном, в рамках особой амнистии ко Дню освобождения. Ранним утром 15 августа Чо Гук был освобождён из тюрьмы после того, как отбыл восемь месяцев своего срока.